# Achirus scutum
Achirus scutum е вид лъчеперка от семейство Achiridae. Видът е незастрашен от изчезване.

## Разпространение и местообитание
Разпространен е в Гватемала, Еквадор, Колумбия, Коста Рика, Мексико, Никарагуа, Панама, Перу, Салвадор и Хондурас.
Среща се на дълбочина от 0,3 до 34 m.

## Описание
На дължина достигат до 28 cm.